# Lenguas minoritarias de Suecia
Las lenguas minoritarias de Suecia son aquellas reconocidas por el Comité de Lenguas Minoritarias de Suecia en 1999: Finlandés, sami, romaní, yidis y meänkieli (Finlandés de Tornedalen).
El sueco dominaba la vida comercial y cultura en Suecia, pero no fue sino hasta 2009 que se convirtió en el idioma oficial del país, cuando una nueva ley lingüística empezó a tener efecto. La necesidad de este estatuto legal fue objeto de muchos debates y un proyectos de ley que buscaban asegurar dicha condición no fue aceptada por poco en 2005.
Estos idiomas minoritarios han sido legalmente reconocidos para proteger el patrimonio cultural e histórico de sus respectivas comunidades lingüísticas. Este reconocimiento otorga algunos derechos a estas comunidades, tales como recibir educación básica en su propio idioma y el derecho a utilizar su lengua para contactar a las agencias gubernamentales.

## Criterios de inclusión
Los criterios para incluir o no un idioma dentro de los idiomas minoritarios suecos fueron establecidos por el Comité de Lenguas Minoritarias, el cual se basó en la directivas que aparecen en la Carta Europea de las Lenguas Minoritarias o Regionales.
Para recibir el estatus de lengua minoritaria, el idioma debe de haber sido hablada en Suecia desde un periodo de tiempo prolongado. Esta cantidad de tiempo no ha sido revelada, pero algunas estimaciones establecen que 100 años es un tiempo razonable, basándose en las lenguas incluidas y excluidas. Suecia no tuvo una inmigración importante sino hasta después de la Segunda Guerra Mundial, por lo que muchos idiomas que actualmente son hablados por una cantidad significativa de personas en Suecia fueron excluidas, ejemplos de estos idiomas son el
árabe y el persa.
También se requiere que el idioma en cuestión sea hablado por un número significativo de personas y se encuentre concentrado en una región geográfica específica. Este último criterio, sin embargo, no aplica ni para el romaní ni para el yidis.
Por otra parte, una de las condiciones para solicitar el reconocimiento como idioma minoritario oficial debe ser que esto representa un beneficio cultural para la comunidad lingüística en cuestión. Este habría sido el motivo de la exclusión de la Lengua de señas sueca. A pesar de que es el único idioma entre estos que data del siglo XVIII,  sola histórico que se refiere al siglo XVIII, llegó a la conclusión de que carecía de una base suficiente en la cultura sueca como para justificar un reconocimiento formal por parte del Estado.
La cultura común es otro criterio para la inclusión. Otra razón para no conceder el estatuto de lengua minoritaria a la lengua de signos es que sus usuarios no comparten un patrimonio cultural único ya que las personas con problemas auditivos vienen de todos los orígenes.

## Lenguas beneficiadas

### Finlandés estándar
El Finlandés estándar ha sido hablado en Suecia desde la formación de sus fronteras en el siglo XIII. Suecia siempre ha tenido una migración importante desde y hacia Finlandia. Debido a que el finés y el sueco pertenecen a dos familias lingüísticas distintas, es fácil distinguirlas. El número de hablantes de finés en Suecia actualmente esta por encima de los 460 000.
Finlandés y meänkieli se puede utilizar en los municipios más septentrionales de Gällivare, Haparanda, Kiruna, Pajala y Övertorneå y sus inmediaciones.
El 11 de diciembre de 2007, La compañía finlandesa de radiodifusión, reportó que en Upsala, en Suecia, se les prohibió a los empleados públicos hablar finés, ni siquiera durante las cortas charlas en los descansos.
En virtud de un acuerdo entre la Junta y el sindicato de trabajadores de la ciudad "El idioma oficial de trabajo en el lugar de trabajo es el sueco. Los empleados pueden hablar en otros idiomas en privado, incluso en el lugar de trabajo. Sin embargo, es importante que se considere a los compañeros de trabajo presentes y sus respectivos idiomas." La Delegación de finlandeses suecos solicitó al Consejo de Europa determinar si el empleador tiene el derecho de obligar a sus empleados a hablar solo en sueco.

### Meänkieli
El lenguaje meänkieli es hablado por una población en el norte de Suecia. Está emparentado con el finés y ambos son mutuamente inteligibles; y frecuentemente considerado como un dialecto de este, caracterizado por una gran cantidad de términos procedentes del sueco. De hecho la distinción entre finés estándar y el finés meänkieli como dos lenguas independientes es a menudo visto como una mera maniobra lingüística sin base científica (Véase Idioma kven para un análisis comparativo de la situación similar que ocurre en Noruega). El número de hablantes es alrededor de 50 000.

### Lenguas sami
El idioma sami es de hecho más de un idioma, a pesar de que comúnmente se hace refieren a ellos como uno solo. En Suecia se hablan tres idiomas sami, los otros siete se hablan en Noruega, Rusia y Finlandia. La existencia histórica de las lenguas sami tienen por lo menos dos mil años de antigüedad. En total por lo menos cuarenta mil personas hablan alguna de las lengua sami que se distribuyen en los territorios de los cuatro países mencionados.

### Romaní
El Romaní chib, es el idioma del pueblo rom (gitano), el cual se ha hablado en Suecia desde el siglo XVI. Hoy en día cerca de 9 500 personas lo hablan en dicho país. No está concentrado en un lugar geográfico, pero se considera que tiene importancia histórica.

### Yidis
El yidis ha sido históricamente la lengua común de los judíos asquenazíes de Europa Central. Durante el siglo XVIII se les permitió residir en Suecia a los primeros judíos. La población ha crecido desde entonces hasta veinte mil personas, entre las cuales, se estima, cerca de tres mil son hablantes de yiddish y hasta 6 000 tendrían algún conocimiento del idioma.
La organización Sällskapet för Jiddisch och Jiddischkultur i Sverige (Sociedad para el idioma y la cultura yidis en Suecia) cuenta con más de 200 miembros, muchos de los cuales son hablantes nativos de yidis.
Tanto el romani como el yiddish se consideran lenguas minoritarias históricas, las cuales se encuentran dispersas por todo el país; por lo tanto el Estado de Suecia reconoce su obligación de protegerlas y conservarlas.